# Varvara Radosavljević
Varvara (serbisk kyrilliska: Варвара), född som Vera Radosavljević (Вера Радосављевић) den 21 november 1939 i Valjevo, dåvarande Kungariket Jugoslavien (i nuvarande Serbien), död 19 juni 2024 i Beočin-klostret, Serbien, är nunna i den Serbisk-ortodoxa kyrkan och abbedissa i Beočin-klostret sedan 2019. 

## Biografi
Abbedissan Varvara Radosavljević föddes den   21 november 1939 i Pricevic nära Valjevo, av fromma föräldrar. Hon fick sin grundutbildning i hemstadeb. Hennes biologiska systernunnor är Moder Marina och Ekaterina från Beočina-klostret.
Klostervägen började tillsammans med hennes syster Ekaterina 1950 när de kom till Ćelije-klostret nära Valjevo, som novis under abbedissan Sara Đuketić. Hon blev nunna 1965 i Beočin-klostret på Fruška Gora, och fick klosternamnet Varvara. De fann ödslighet, det fanns inga fönster, inga dörrar, inte ens en väg i klostret. Idag, tack vare abbedissarna Ekaterinas och Varvaras ansträngningar, ser Beočin-klostret ut som en paradisets trädgård, där lugn och ro råder och där ett systerskap med 20 nunnor bor.
Genom beslut av biskopen av Srem, herr Vasilij Vadić, utnämndes hon till  abbedissa i Beočina-klostret den 20 november 2019 efter att klostrets chef, abbedissan Ekaterina Radosavljević hade avlidit.